# Francesco di Lussemburgo
Francesco di Lussemburgo (nome completo in francese François Henri Luis Marie Guillaume; Lussemburgo, 27 marzo 2023) è un principe lussemburghese, 3° in linea di successione al trono del Lussemburgo.

## Biografia

### Nascita
Francesco di Lussemburgo è nato il 27 marzo 2023 alle ore 10:04 presso il reparto di maternità dell'ospedale di Granduchessa Charlotte nella città di Lussemburgo. Secondo figlio di Guglielmo di Lussemburgo e Stefania di Lussemburgo, egli è terzo nella linea di successione al trono del Lussemburgo.

### Battesimo
La sua madrina è la zia paterna, la principessa Alexandra di Lussemburgo, mentre il suo padrino è lo zio paterno, il conte Christian de Lannoy.
Francesco è stato battezzato il 3 giugno 2023 nella Chiesa di San Giorgio di Fischbach dal cardinale Jean-Claude Hollerich, arcivescovo di Lussemburgo.

## Ascendenza
|                                |                      |                                               | Genitori                                   |  |  | Nonni |  |  | Bisnonni                |  |  | Trisnonni               |  |
|                                |                      |                                               |                                            |  |  |       |  |  | Giovanni di Lussemburgo |  |  | Felice di Borbone-Parma |  |
|                                |                      |                                               |                                            |  |  |       |  |  | Giovanni di Lussemburgo |  |  | Felice di Borbone-Parma |  |
|                                |                      | Carlotta di Lussemburgo                       |                                            |  |  |       |  |  | Giovanni di Lussemburgo |  |  |                         |  |
| Enrico di Lussemburgo          |                      |                                               |                                            |  |  |       |  |  | Giovanni di Lussemburgo |  |  |                         |  |
|                                |                      | Giuseppina Carlotta del Belgio                | Leopoldo III del Belgio                    |  |  |       |  |  |                         |  |  |                         |  |
|                                |                      | Giuseppina Carlotta del Belgio                | Leopoldo III del Belgio                    |  |  |       |  |  |                         |  |  |                         |  |
|                                |                      | Giuseppina Carlotta del Belgio                | Astrid di Svezia                           |  |  |       |  |  |                         |  |  |                         |  |
| Guglielmo di Lussemburgo       |                      | Giuseppina Carlotta del Belgio                |                                            |  |  |       |  |  |                         |  |  |                         |  |
|                                |                      | José Antonio Mestre Álvarez                   | José Antonio Mestre Ramos-Almeyda          |  |  |       |  |  |                         |  |  |                         |  |
|                                |                      | José Antonio Mestre Álvarez                   | José Antonio Mestre Ramos-Almeyda          |  |  |       |  |  |                         |  |  |                         |  |
|                                |                      | José Antonio Mestre Álvarez                   | María Narcisa Álvarez Tabío                |  |  |       |  |  |                         |  |  |                         |  |
| María Teresa Mestre Batista    |                      | José Antonio Mestre Álvarez                   |                                            |  |  |       |  |  |                         |  |  |                         |  |
|                                |                      | María Teresa Batista Falla                    | Agustín Batista González de Mendoza        |  |  |       |  |  |                         |  |  |                         |  |
|                                |                      | María Teresa Batista Falla                    | Agustín Batista González de Mendoza        |  |  |       |  |  |                         |  |  |                         |  |
|                                |                      | María Teresa Batista Falla                    | María Teresa Falla Bonet                   |  |  |       |  |  |                         |  |  |                         |  |
| Francesco di Lussemburgo       |                      | María Teresa Batista Falla                    |                                            |  |  |       |  |  |                         |  |  |                         |  |
|                                | Conte Paul de Lannoy | Conte Philippe de Lannoy                      |                                            |  |  |       |  |  |                         |  |  |                         |  |
|                                | Conte Paul de Lannoy | Conte Philippe de Lannoy                      |                                            |  |  |       |  |  |                         |  |  |                         |  |
|                                | Conte Paul de Lannoy | Rosalie de Beeckman du Vieusart               |                                            |  |  |       |  |  |                         |  |  |                         |  |
| Conte Philippe de Lannoy       | Conte Paul de Lannoy |                                               |                                            |  |  |       |  |  |                         |  |  |                         |  |
|                                |                      | Principessa Marie de Ligne                    | Principe Ernest di Ligne                   |  |  |       |  |  |                         |  |  |                         |  |
|                                |                      | Principessa Marie de Ligne                    | Principe Ernest di Ligne                   |  |  |       |  |  |                         |  |  |                         |  |
|                                |                      | Principessa Marie de Ligne                    | Marguerite de Cossé-Brissac                |  |  |       |  |  |                         |  |  |                         |  |
| Contessa Stéphanie de Lannoy   |                      | Principessa Marie de Ligne                    |                                            |  |  |       |  |  |                         |  |  |                         |  |
|                                |                      | Jonkheer Harold della Faille de Leverghem     | Jonkheer Gustave della Faille de Leverghem |  |  |       |  |  |                         |  |  |                         |  |
|                                |                      | Jonkheer Harold della Faille de Leverghem     | Jonkheer Gustave della Faille de Leverghem |  |  |       |  |  |                         |  |  |                         |  |
|                                |                      | Jonkheer Harold della Faille de Leverghem     | Isabelle Marie Josèphe de Meester          |  |  |       |  |  |                         |  |  |                         |  |
| Alix della Faille de Leverghem |                      | Jonkheer Harold della Faille de Leverghem     |                                            |  |  |       |  |  |                         |  |  |                         |  |
|                                |                      | Jonkvrouw Madeleine de Brouchoven de Bergeyck | Conte Louis de Brouchoven de Bergeyck      |  |  |       |  |  |                         |  |  |                         |  |
|                                |                      | Jonkvrouw Madeleine de Brouchoven de Bergeyck | Conte Louis de Brouchoven de Bergeyck      |  |  |       |  |  |                         |  |  |                         |  |
|                                |                      | Jonkvrouw Madeleine de Brouchoven de Bergeyck | Marie Louise Moretus Plantin               |  |  |       |  |  |                         |  |  |                         |  |
|                                |                      | Jonkvrouw Madeleine de Brouchoven de Bergeyck |                                            |  |  |       |  |  |                         |  |  |                         |  |